# Blazed and Confused
«Blazed and Confused» (укр. «Палаючий і збентежений») — сьома серія двадцять шостого сезону мультсеріалу «Сімпсони», прем'єра якої відбулась 16 листопада 2014 року у США на телеканалі «Fox».

## Сюжет
Інспектор Чалмерс організовує обмін найгіршими вчителями між школами в окрузі, переводячи до Спрінґфілдської початкової школи кількох вчителів.
Серед них містер Джек Лассен, який буде викладати в класі Барта. Спершу він залякує Нельсона, а потім робить Барту дурну стрижку. Через це Барт вирішує помститися йому за допомогою Мілгауса. Використовуючи фальшивий профіль у соціальній мережі на ім'я міс Гувер, вони виявляють, що Лассен обраний «ігнісом» на пустельному фестивалі під назвою «Хлопець у полум'ї» (англ. «Blazing Guy»), де він підпалить дерев'яного хлорця-велетня.
Тим часом Гомер забув зарезервувати кемпінг, що засмучує Мардж. Барт вирішує обидві їхні проблеми, сказавши Гомеру відвезти родину на фестиваль «Хлопець у полум'ї».
По прибутті, на фестивалі Мардж турбують ексцентричні туристи. Щоб розслабитися, вона п'є чашку чаю, проте в ньому є галюциногени, які викликають у неї марення…
Тим часом Барт і Мілгаус використовують вогнетривку речовину, щоб опудало не згоріло. Це зіпсувало важливий момент містера Лассена. Дізнавшись, хто влаштував витівку, він лютує і грає на палаючій тубі, з якої він видуває вогонь намагаючись вбити хлопчаків на вершині опудала. Гомер намагається врятувати хлопчиків, використовуючи катапульту, щоб запустити себе на опудало, але зазнає невдачі і ламає дерев'яну ногу, руйнуючи велета. Інші учасники табору формують стіну навколо Лассена і захоплюють його, в той час, як Барт і Мілгаус рятуються втечею.
Наприкінці серії, інспектор Чалмерз і директор Скіннер звільняють Лассена від викладання у будь-який інший школі Спрінґфілда. Однак, Лассен знаходить нову роботу охоронця у в'язниці. Перевіряючи освітлення в камерах, він зустрічає Другого Номера Боба. Виявивши, що обидва вони убивчо ненавидять Барта Сімпсона, Лассен пропонує партнерство, щоб вбити Барта, яке Боб майже приймає. Однак, коли Лассен заявляє, що вони будуть вбивати Барта по черзі, Боб відхиляє угоду.

## Цікаві факти і культурні відсилання
- Фестиваль «Хлопець у полум'ї» (англ. «Blazing Guy») є пародією на фестиваль «Палаюча людина» (англ. «Burning Man»).
- Лассен видирає палаючу тубу від персонажа Девіда Сільвермана, продюсера і режисера мультсеріалу. Сільверман, насправді, захоплюється цим музичним інструментом.

## Ставлення критиків і глядачів
Під час прем'єри серію переглянули 6,7 млн осіб з рейтингом 3.0, що зробило її найпопулярнішим шоу на каналі «Fox» тієї ночі.
Денніс Перкінс з «The A.V. Club» дав серії оцінку B-, сказавши, що Лассен «зазнав невдачі» бо репутація Дефо як грізного актора здобута не завдяки його голосу, а через його фізичні параметри. Він також зауважив, що серіал все частіше використовував неправильну поведінку Барта задля жартів та розвитку сюжету, а не для емоційного впливу, а цей епізод відображав «класичні моменти Мілгауса».
Згідно з голосуванням на сайті The NoHomers Club більшість фанатів оцінили серію на 4/5 із середньою оцінкою 3,18/5.